# Litochrus noteroides
Litochrus noteroides là một loài bọ cánh cứng trong họ Phalacridae. Loài này được Blackburn miêu tả khoa học năm 1895.